# Depotfund von Penrith

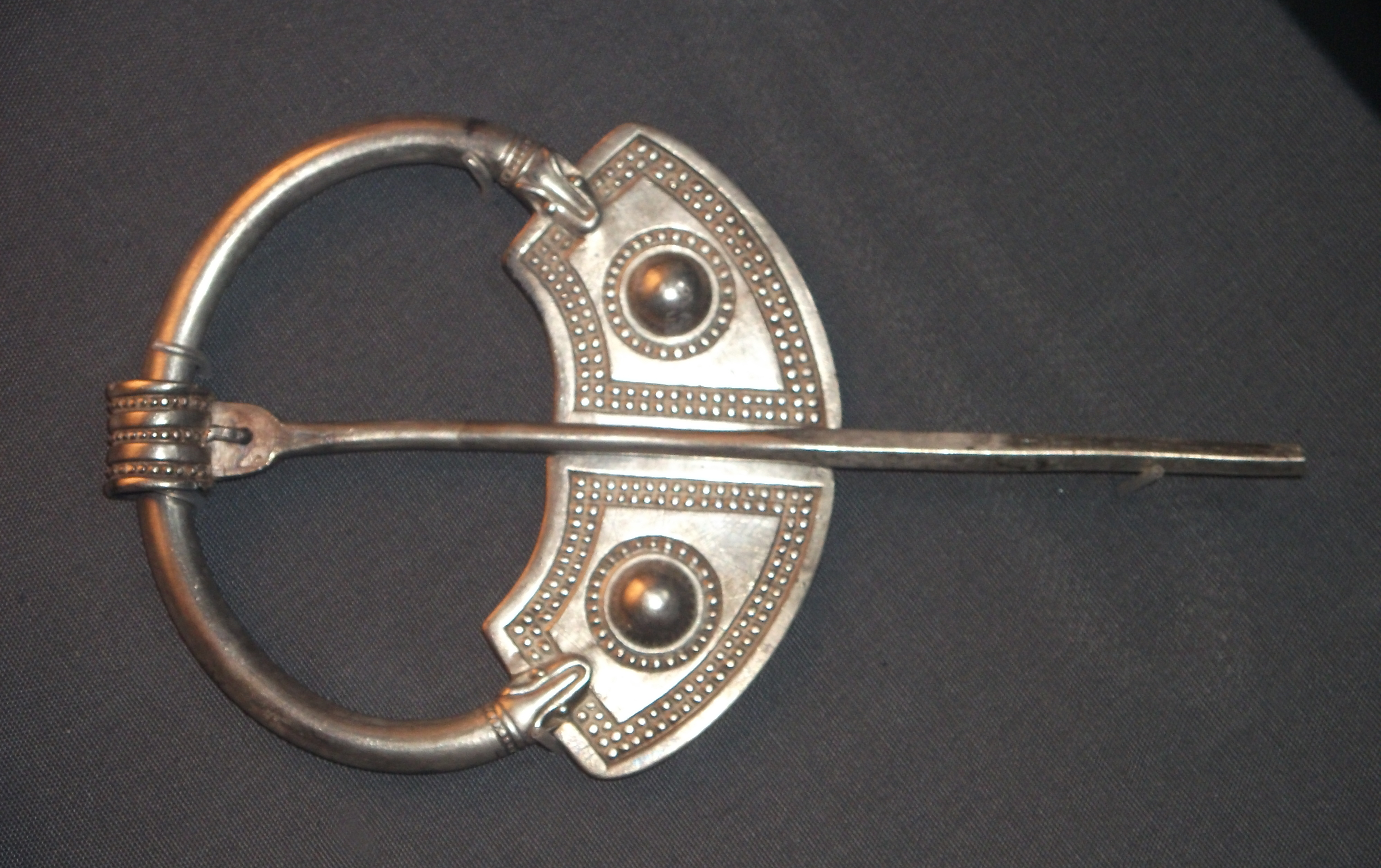
Hort von Penrith

Der Depotfund von Penrith ist ein verteilter Depotfund von silbernen Penannular-Fibeln, die im Silverfield am Flusco Pike, im Newbiggin Moor, westlich von Penrith in Cumbria in England gefunden wurden. Die größte der „Distelfibeln“ (englisch Thistle brooch) wurde 1785 entdeckt. 

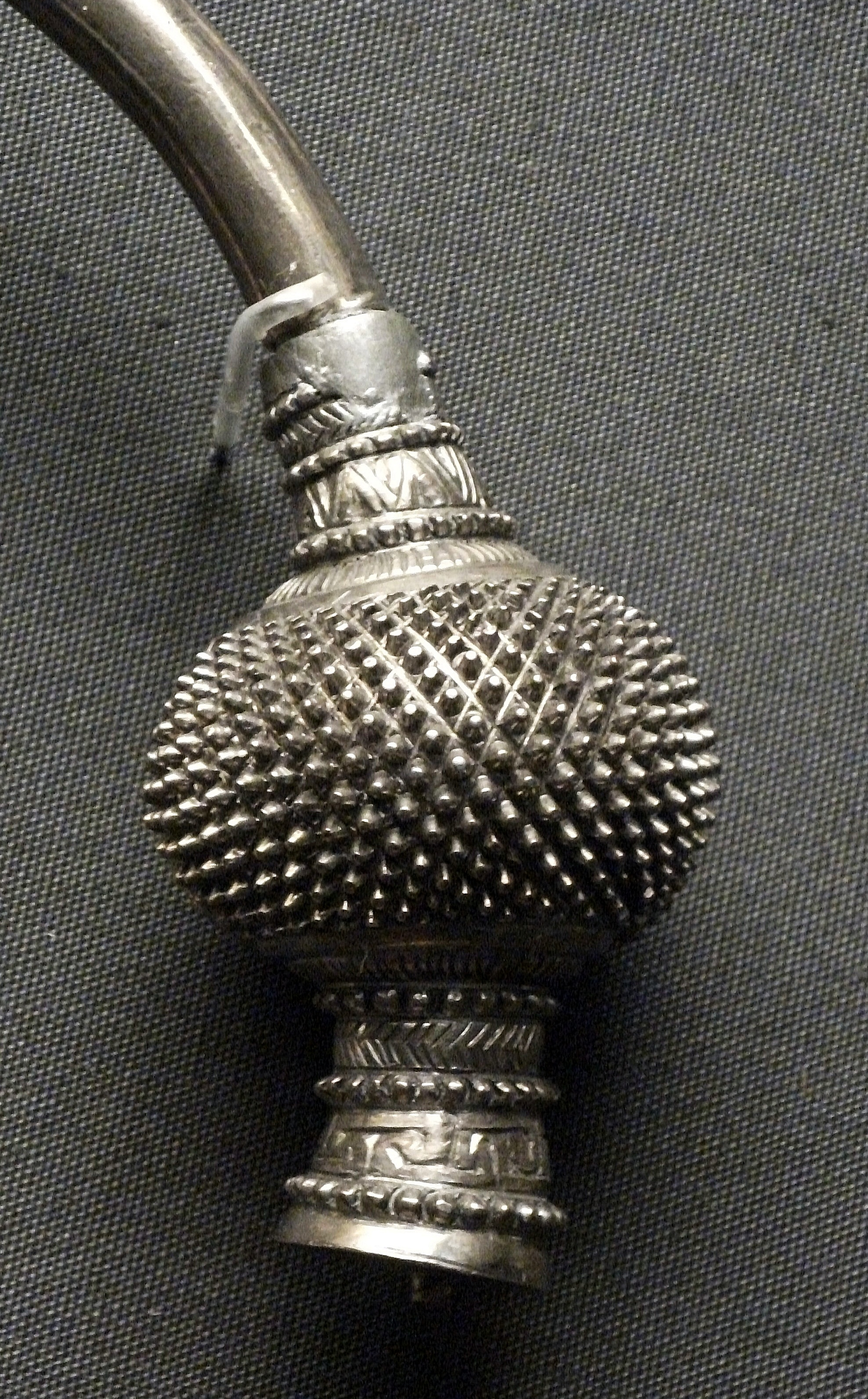
Distelförmige Endtülle

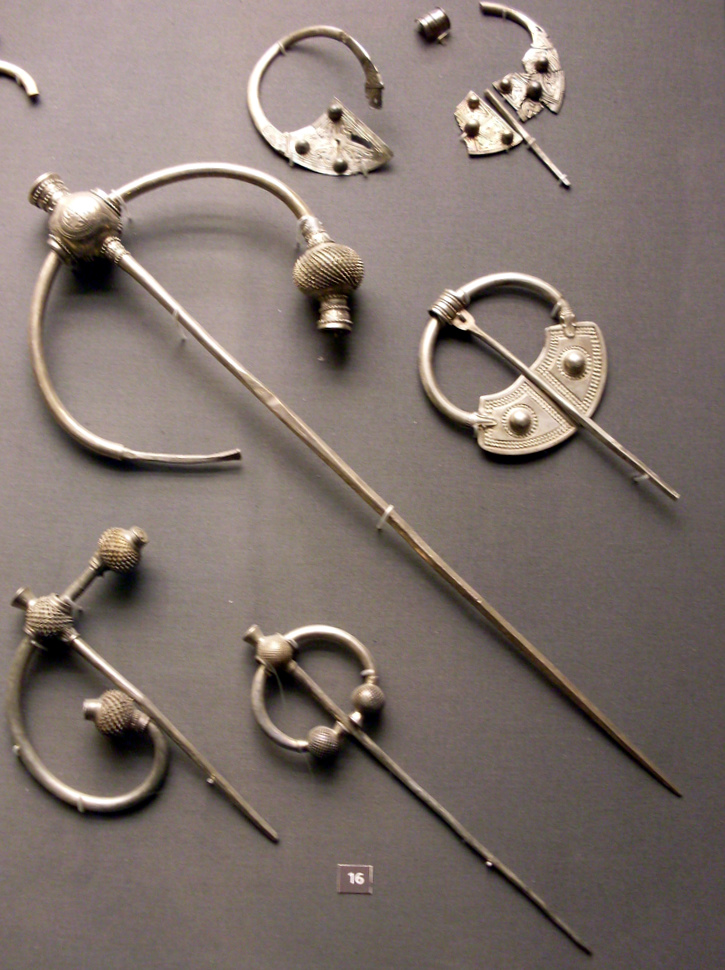
Hort von Penrith

Eine weitere, 1830 entdeckte, stammt vermutlich auch von dort. 1989 wurden die meisten Gegenstände von Archäologen in zwei nahe beieinander liegenden Gruppen geborgen. Eine Gruppe bestand aus fünf Wikingerfibeln mit Fragmenten zweier weiterer, die andere aus mehr als 50 Gegenständen, darunter Barren, Hacksilber (Schmuck und zerkleinerte Silberstücke) Münzen und intakter Schmuck. Ob beide Gruppenfunde gleichzeitig abgelegt wurden, bleibt ungewiss, es wird jedoch davon ausgegangen, dass dies zumindest für die Fibeln gilt. Es wird angenommen, dass die Fibeln, die sich jetzt im British Museum in London befinden, um 930 n. Chr. deponiert wurden.